# خلیج (آلبوم)
خلیج نخستین آلبوم گردآوری‌شدهٔ ابی است که در سال ۱۹۹۰ (۱۳۶۹ خورشیدی) از طرف شرکت ترانه بر روی سی‌دی منتشر شده‌است.

## ترانهٔ خلیج
ترانهٔ خلیج اولین بار به صورت دکلمه بدون هیچ آهنگ و تحریری توسط محمود علیقلی خوانده شد.
ابی در آن مقطع، به سراغ عادل حسنی (ترانه‌سُرای این کار) می‌رود و پس از کسب اجازه از او این ترانه به‌طور رسمی به ابی واگذار می‌شود. با موافقت عادل حسنی این ترانه برای آهنگسازی به محمد شمس سپرده می‌شود و این ترانه در سال ۱۳۶۷ با صدای ابی خوانده و به‌طور رسمی عرضه می‌شود.
حدود ۱۵ سال پس از اجرای ابی، محمود علیقلی، خلیج را با ملودی و تحریرهای ابی در سال ۱۳۷۹ بر روی فیلمی با عنوان زیر پوست شهر از ساخته‌های رخشان بنی‌اعتماد بازخوانی می‌کند که تکه‌های کوتاهی از آن در تیتراژ پایانی گذاشته می‌شود.
این ترانه بعدها توسط قاسم افشار و مهدی مقدریان (در آلبوم پرونده) بازخوانی شد.

## فهرست ترانه‌ها
| شماره | نام           | نویسنده(ها)    | آهنگساز(ها)   | مدت  |
| ----- | ------------- | -------------- | ------------- | ---- |
| ۱.    | «خلیج فارس»   | عادل حسنی      | محمد شمس      | ۴:۲۴ |
| ۲.    | «گریز»        | اردلان سرفراز  | فرید زلاند    | ۵:۲۴ |
| ۳.    | «مداد رنگی»   | بیژن سمندر     | سیاوش قمیشی   | ۵:۰۶ |
| ۴.    | «خانوم گل»    | اردلان سرفراز  | فرید زلاند    | ۴:۰۹ |
| ۵.    | «هزار و یکشب» | اردلان سرفراز  | فرید زلاند    | ۴:۲۳ |
| ۶.    | «همدم»        | اردلان سرفراز  | فرید زلاند    | ۴:۳۲ |
| ۷.    | «دلبر»        | اردلان سرفراز  | فرید زلاند    | ۵:۱۹ |
| ۸.    | «کلبهٔ من»     | لیلا کسری      | منوچهر چشم‌آذر | ۶:۴۸ |
| ۹.    | «دوراهی»      | هما میرافشار   | سیاوش قمیشی   | ۴:۳۹ |
| ۱۰.   | «شکار»        | محمدعلی شیرازی | حسن شماعی‌زاده | ۳:۳۶ |